# Лактионов, Александр Иванович
Алекса́ндр Ива́нович Лактио́нов (16 [29] мая 1910, Ростов-на-Дону, область Войска Донского — 15 марта 1972, Москва) — советский живописец и график, педагог, профессор.
Академик АХ СССР (1958; член-корреспондент 1949). Народный художник РСФСР (1969). Лауреат Сталинской премии первой степени (1948) и Государственной премии РСФСР имени Репина (1971).

## Биография
Родился в семье заводского кузнеца и прачки-надомницы. В 19 лет освоил ремесло каменщика, работал чертёжником.
В 1930 году А. И. Лактионов, П. С. Келлер и Н. Е. Тимков едут в Москву, где они познакомились с И. Э. Грабарем, М. В. Нестеровым, С. В. Малютиным.
Известные художники и педагоги, просмотрев студенческие работы, дали рекомендации для продолжения учёбы в Ленинградском государственном ИЖСА им. И. Е. Репина (Академия художеств СССР), куда друзья и направились. В Ленинграде они пришли к И. И. Бродскому. Оказалось, что опоздали, набор студентов был уже завершён. Однако Бродский сверх набора взял к себе в мастерскую Александра Лактионова, а Николаю Тимкову и Петру Келлеру посоветовал приехать на следующий год.
Учился в Ленинградской Академии художеств у И. И. Бродского (1932—1938), затем в аспирантуре этой академии у И. Э. Грабаря (1938—1944); среди его наставников особое влияние на молодого художника оказал именно И. И. Бродский, которому рекомендовали Лактионова М. В. Нестеров и И. Э. Грабарь. Следуя девизу Бродского «Ближе к натуре!», Лактионов не только осваивал приёмы современной ему живописи, но и специально изучал технику письма старых мастеров.

А. Лактионов, «Письмо с фронта» (холст, масло, 1947)

С 1936 по 1944 год преподавал в ЛИЖСА, Ленинградском институте живописи, скульптуры и архитектуры (ныне Санкт-Петербургский государственный академический институт живописи, скульптуры и архитектуры имени И. Е. Репина).
В 1945 году, возвращаясь в Ленинград после эвакуации из Москвы, «Академия художеств СССР» на целых 7 месяцев задержалась со всеми своими структурами и мероприятиями в Загорске, где А. И. Лактионов напишсал свою знаменитую картину «Письмо с фронта». Из воспоминаний Народного художника РСФСР  Н. И. Барченкова:

Свою знаменитую картину «Письмо с фронта» Александр Лактионов ведь писал у нас, в «стене». А меня приглашал солдата позировать. Но я отказался — стоять умрёшь. Прекрасный был человек. На Петра Великого был похож. В 1945 году он венчался в Ильинской церкви. Бедность такая была! Так вот, помню, стоит он на базаре, выше всех на голову, ботиночки продаёт. Это уж потом он Сталинскую премию получил, квартиру в Москве.

С 1967 по 1970 год вёл занятия в Московском государственном заочном педагогическом институте (с 2006 года это Московский государственный гуманитарный университет имени М. А. Шолохова), будучи с 1968 года его профессором. Поддерживал дружеские отношения с известной семьёй родовых иконописцев Клещёвых. Известен главным образом как жанрист и портретист, хотя в наследии художника присутствуют выполненные на высоком уровне пейзажи и натюрморты.
Заслуженной популярностью пользуется его написанная в Загорске картина «Письмо с фронта» (1947, Третьяковская галерея), мастерски передающая цветовые и светотеневые свойства натурных планов, их переходы, а также настроение персонажей.
Известны произведения Александра Ивановича: «Портрет О. Н. Лактионовой» (1939), «Портрет И. И. Бродского» (1939—1940, квартира-музей И. И. Бродского), «Портрет Т. П. Мясоедовой-Бродской» (1939, Сочинский художественный музей), портреты актёров МХАТа В. И. Качалова, О. Л. Книппер-Чеховой, Н. П. Хмелёва (все — 1940), «Автопортрет» (1945), «Портрет архитектора В. Кирхоглани» (1946), «Портрет академика И. П. Бардина» (1952, Донецкий художественный музей), «Портрет Н. С. Хрущёва» (литография, 1950-е годы), «Портрет космонавта В. М. Комарова» (1967, Третьяковская галерея); «Курсанты выпускают стенную газету» (1938), «Натюрморт. Игрушки» (1949), «Девушка за вышиваньем» (пастель, 1950-е годы), «Узкое» (1951), «В новую квартиру» (1952, Донецкий художественный музей), «Обеспеченная старость» (1958—1960).

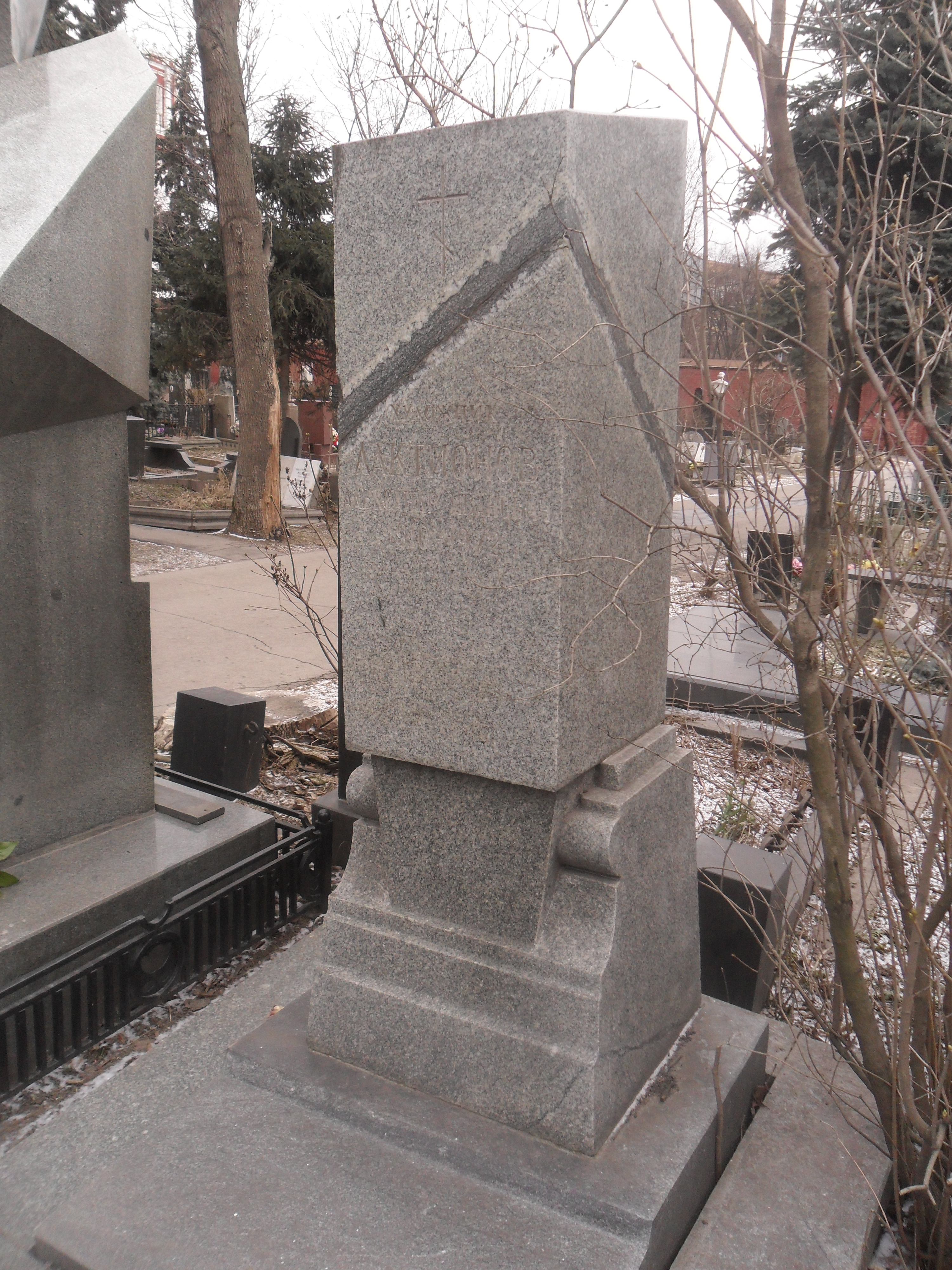
Могила А. И. Лактионова на Новодевичьем кладбище Москвы

Александр Иванович Лактионов умер от болезни сердца в Москве 15 марта 1972 года. Похоронен на Новодевичьем кладбище (участок № 2).
Лактионов-художник не забыт: одни его горячо почитают, другие убеждённо не приемлют. При этом развёрнутая посмертная персональная выставка мастера была организована пока единожды (в Москве, в Академии художеств СССР) — через десять лет после его кончины.
В настоящее время некоторые работы А. И. Лактионова экспонируются в музее Гуггенхайма.
В Москве, на ул. Тверской, д. 19, где он жил, установлена мемориальная доска с барельефом.

## Семья
Был женат на Ольге Лактионовой. У них было семеро детей. Старший сын Генрих был математиком, жил в Ленинграде. Старшая дочь Светлана училась в МГУ. Алексей окончил Петербургскую академию художеств, стал живописцем. Сергей был инвалидом, меломаном и бизнесменом. Мария окончила Московский государственный институт имени В. И. Сурикова и стала художницей. Младший сын Иван планировал поступить в консерваторию, но поступил в медицинский и окончил его; в него была влюблена Екатерина Московская; умер в возрасте 38 лет. Младшая дочь Ольга была подругой Екатерины Московской.

## Признание и награды
- заслуженный деятель искусств РСФСР (29.05.1958)
- народный художник РСФСР (06.06.1969)
- Сталинская премия первой степени (1948) — за картину «Письмо с фронта» (1947)
- Государственная премия РСФСР имени И. Е. Репина (1971) — за портреты лётчика-космонавта В. М. Комарова (1967) и Героев Социалистического Труда Ф. Н. Петрова и П. И. Воеводина
- орден Трудового Красного Знамени (15.06.1970)
- медали